# Oxalis aureoflava
Oxalis aureoflava är en harsyreväxtart som beskrevs av Ernst Gottlieb von Steudel. Oxalis aureoflava ingår i släktet oxalisar, och familjen harsyreväxter. Inga underarter finns listade i Catalogue of Life.